# Блажко (лунный кратер)
Кратер Блажко (лат. Blazhko) — кратер в северном полушарии на обратной стороне Луны. Название дано в честь советского астронома Сергея Николаевича Блажко (1870—1956) и утверждено Международным астрономическим союзом в 1970 г. Образование кратера относится к позднеимбрийскому периоду.

## Описание кратера

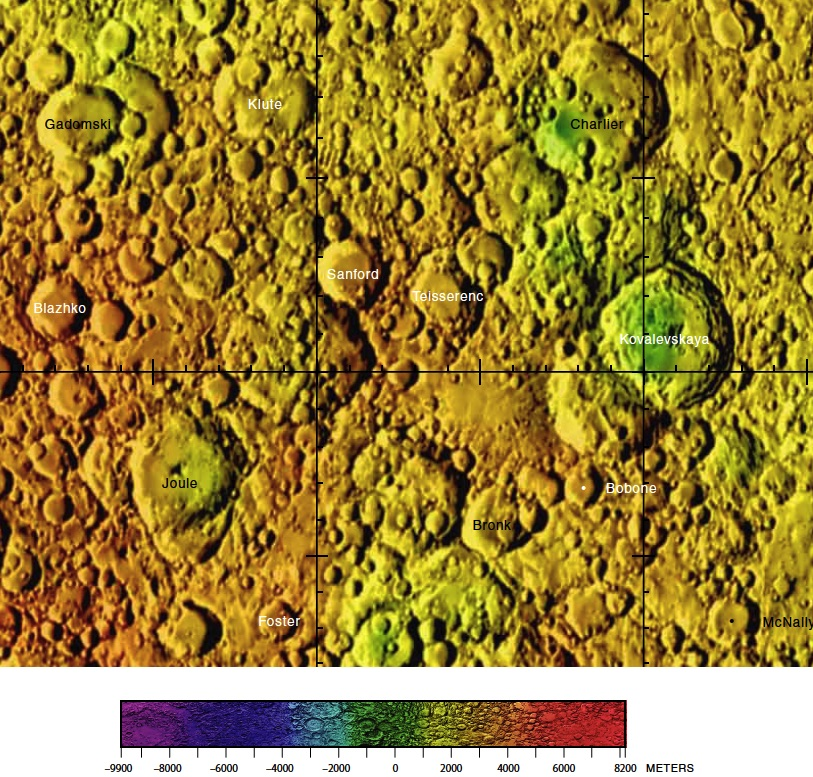
Окрестности кратера Блажко. Фрагмент карты обратной стороны Луны.

Ближайшими соседями кратера являются кратер Гадомский на севере; кратер Санфорд на востоке и кратер Джоуль на юго-востоке. 
Селенографические координаты центра кратера 31°22′ с. ш. 147°52′ з. д. / 31,37° с. ш. 147,86° з. д., диаметр 51,1 км, глубина 2,4 км.
Вал кратера имеет близкую к циркулярной форму с выступом в юго-юго-восточной части и впадиной в северо-западной части. Высота вала над окружающей местностью составляет 1160 м, объем кратера приблизительно 2400 км³. К восточной части вала примыкает сателлитный кратер Блажко F (см. ниже). Северо-восточная часть внутреннего склона вала имеет террасовидную структуру. Дно чаши кратера сравнительно ровное.
Кратер образован в породах, выброшенных при образовании кратера Герцшпрунг расположенного в 1200 км к юго-западу.

## Сателлитные кратеры
| Блажко | Координаты                                              | Диаметр, км |
| ------ | ------------------------------------------------------- | ----------- |
| D      | 32°47′ с. ш. 145°27′ з. д. / 32,79° с. ш. 145,45° з. д. | 40,2        |
| F      | 31°12′ с. ш. 146°23′ з. д. / 31,2° с. ш. 146,39° з. д.  | 33,3        |
| L      | 29°09′ с. ш. 147°23′ з. д. / 29,15° с. ш. 147,39° з. д. | 44,0        |
| R      | 29°49′ с. ш. 150°01′ з. д. / 29,82° с. ш. 150,01° з. д. | 54,0        |

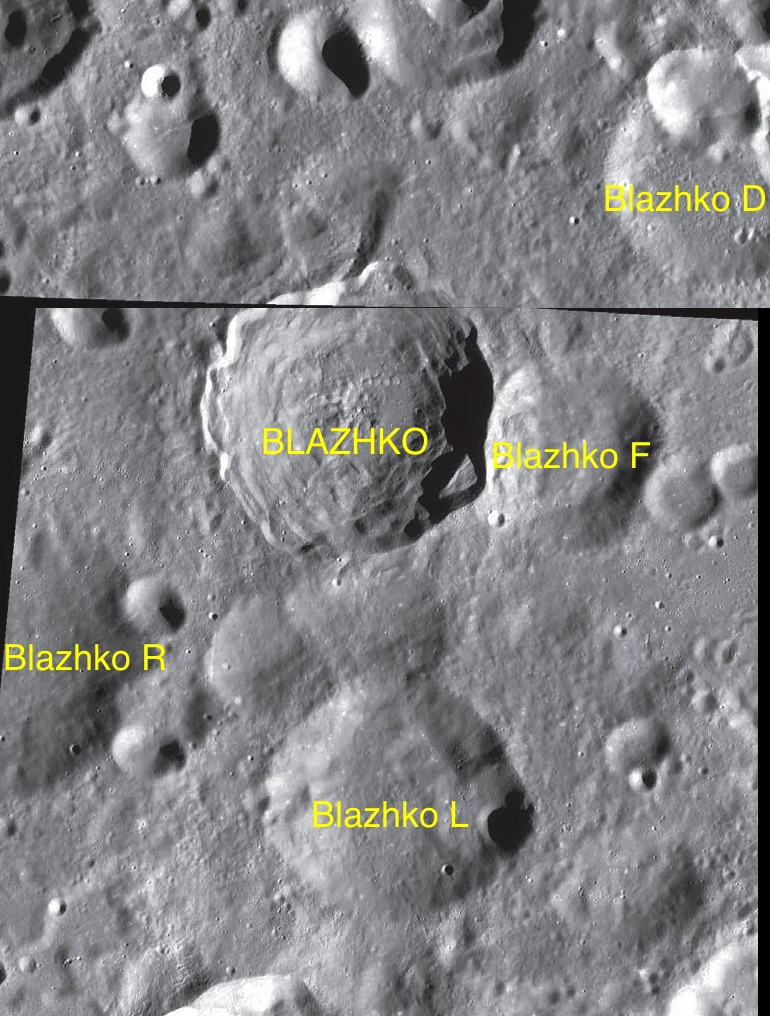
Фрагменты карт LAC-34, LAC-52.

- Образование сателлитного кратера Блажко L относится к нектарскому периоду[1].